# Epiphyllum baueri
Epiphyllum baueri là một loài thực vật có hoa trong họ Cactaceae. Loài này được Dorsch mô tả khoa học đầu tiên năm 2002 publ. 2003.